# Puerto de la Soledad
El Puerto de la Soledad es la denominación con la que se conoce al proyecto de fondeadero que comenzó a construirse en Laredo (Cantabria) en 1862 y que quedó inconcluso por los desperfectos que en las obras provocaron sucesivas galernas, lo que llevó a su abandono en 1873. Diseñado como alternativa al viejo puerto medieval que en el siglo XIX se vio inutilizado por los depósitos de arena, los restos del Puerto de la Soledad aún resultan visibles en la ensenada norte del monte de la Atalaya, aunque progresivamente erosionados por la acción del mar.

## Precedentes

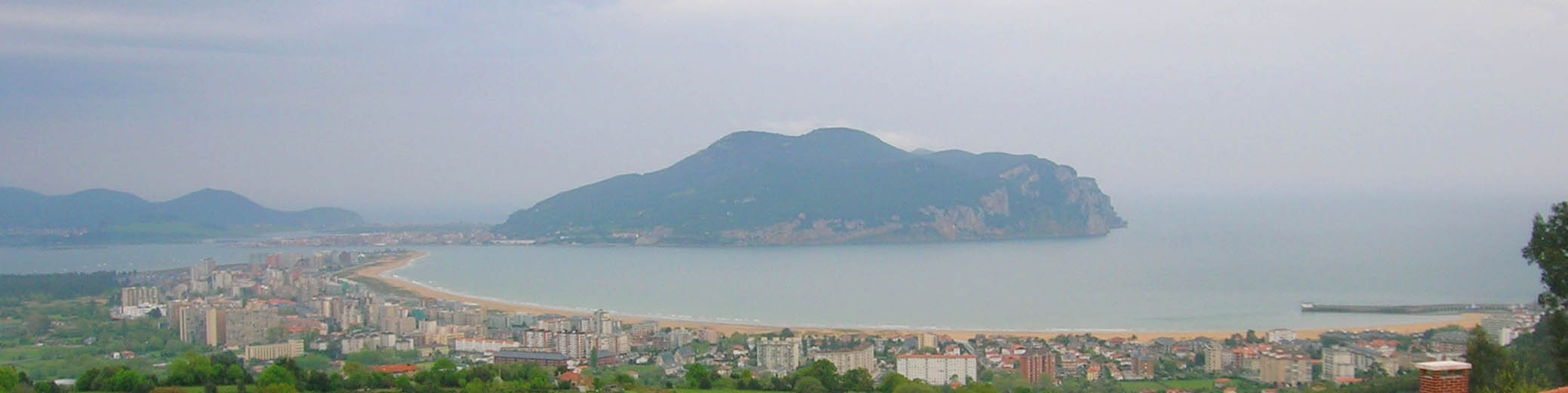
Laredo y la playa de La Salvé; a la izquierda la ría del Asón y enfrente el monte de Buciero.

Las primeras propuestas para solucionar la falta de calado del puerto laredano se plantearon en el siglo XVIII. Así, en 1786, vinculado al proyecto de canal entre el Cantábrico y el Mediterráneo, el ingeniero Miguel de la Puente propuso modificar la desembocadura del río Asón, desviándola al arenal de Berria (Santoña) para evitar los depósitos arenosos. Además, la dársena antigua se habría adelantado hacia el noroeste, variando la orientación de la boca. No se realizó. Poco después, en 1790 el ingeniero José Muller, llevó a cabo un estudio para la reconstrucción del puerto, proponiendo desplazarlo al norte, en la Lastra, obteniendo el abrigo necesario mediante grandes muelles de escollera y sillería (aprovechando las próximas y abundantes canteras). Su excesivo coste lo hizo inviable.
Las deficiencias del puerto se agravaron durante la primera mitad del siglo XIX, obligando a las embarcaciones a realizar maniobras repetitivas y fatigosas, y encareciendo las necesidades de vigilancia y conservación. La consecuencia fue una situación de debilidad en la competencia con puertos mejor preparados. Además, la inestabilidad político-institucional del período comprendido entre la ocupación francesa (1808) y el final de la I Guerra Carlista (1840) –el derrumbe del Antiguo Régimen en España-, impidió toda actuación en la solución de los problemas portuarios de Laredo. Amós de Escalante, en su obra Costas y Montañas, describía así los riesgos y dificultades que entonces implicaba la actividad pesquera para las pequeñas embarcaciones laredanas a la hora de retornar a puerto:

“El Noroeste, de siniestro alarido, desigual y alevoso, toma la vela, en cuanto terminada su faena pescadora, o advertida por las amenazas del sombrío horizonte, la lancha vira y se pone en demanda de la costa; y abatiéndola constantemente, ayudado por la mar que se encrespa y rompe y sacude la navecilla, y no la consiente ceñir su orza: ni enmendar su rumbo, la niega el puerto y su gola barreada por la creciente arena, y la trae a perecer sobre las erizadas rocas. Va sin tentar el seguro riesgo de la difícil entrada, los pescadores laredanos hallarán dónde guarecerse del temporal, y tendrán un muro que poner entre el pavoroso furor de los mares y el trabajado casco de sus lanchas”. 

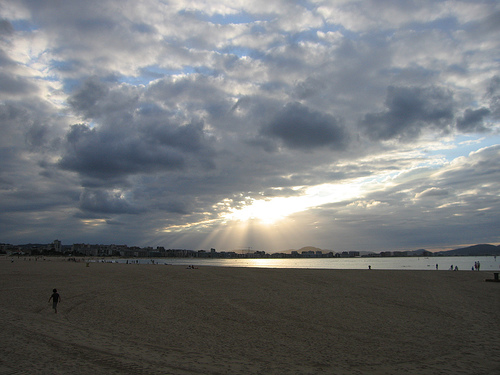
La playa de La Salvé de Laredo.

Por todo ello, desde el Ayuntamiento se propone en 1842 a la Dirección General la construcción de un nuevo puerto, ubicado en la ensenada norte de la Atalaya, denominada de la Soledad, donde no reproduciría el problema de los depósitos arenosos. Al año siguiente se encarga el proyecto al ingeniero Luis Torres Voldósola, quien confirma el estado de virtual cegamiento del viejo puerto (accesible sólo durante las pleamares, dificultado por lo estrecho de la bocana y la fuerza de las rompientes). Por el contrario, considera la ensenada de la Atalaya tranquila y con suficiente calado, pudiendo hacerse en ella el abrigo sobre los escollos naturales y un muelle interior para el desembarque. Las obras, encargadas en 1848 a Miguel Barbería, vieron rescindido su contrato a causa del fallecimiento de éste.
A continuación, en 1851, por orden del Ingeniero del Distrito de Burgos, Juan de Orense, se formaba un nuevo proyecto que, ensanchando el diseño anterior (600 pies de largo por 100 o 190 de ancho), proponía un muelle de abrigo de oeste a este y un espigón de sur a norte, ambos de sillería y mampostería, fundados sobre escollera y piedra natural. Un informe desfavorable de la Junta Consultiva, sin embargo, cuestionó la situación de la boca de entrada, considerando que su proximidad a la costa dificultaría el acceso de las embarcaciones por efecto de la resaca. Además estimaba insuficiente la dimensión de los bloques para contener la fuerza del oleaje. La reforma del proyecto no iba a lograr el beneplácito de la Junta, que informa desfavorablemente en junio de 1854.

## El proyecto
En 1855 la Dirección General encarga un nuevo proyecto a José Peñaredonda: un puerto refugio para lanchas pesqueras, dirección oeste-este, con 77 metros de bocana y un espigón norte-sur en curva hacia fuera, para apartar las olas de resaca, contando con 58 metros más al oeste que el dique para evitar la entrada de oleaje del norte. Ambas construcciones se proyectaron en escollera, salvo los 10 últimos metros del dique, el cual sólo llegaría hasta el nivel de las pleamares muertas, poniendo encima un macizo de mampostería hidráulica y parapeto.
El presupuesto se estipuló en 3 392 357 reales, siendo adjudicadas las obras a la empresa Unión Mercantil, sociedad anónima de Santander, con un plazo de ejecución de 10 años a partir de 1862.

## Las obras

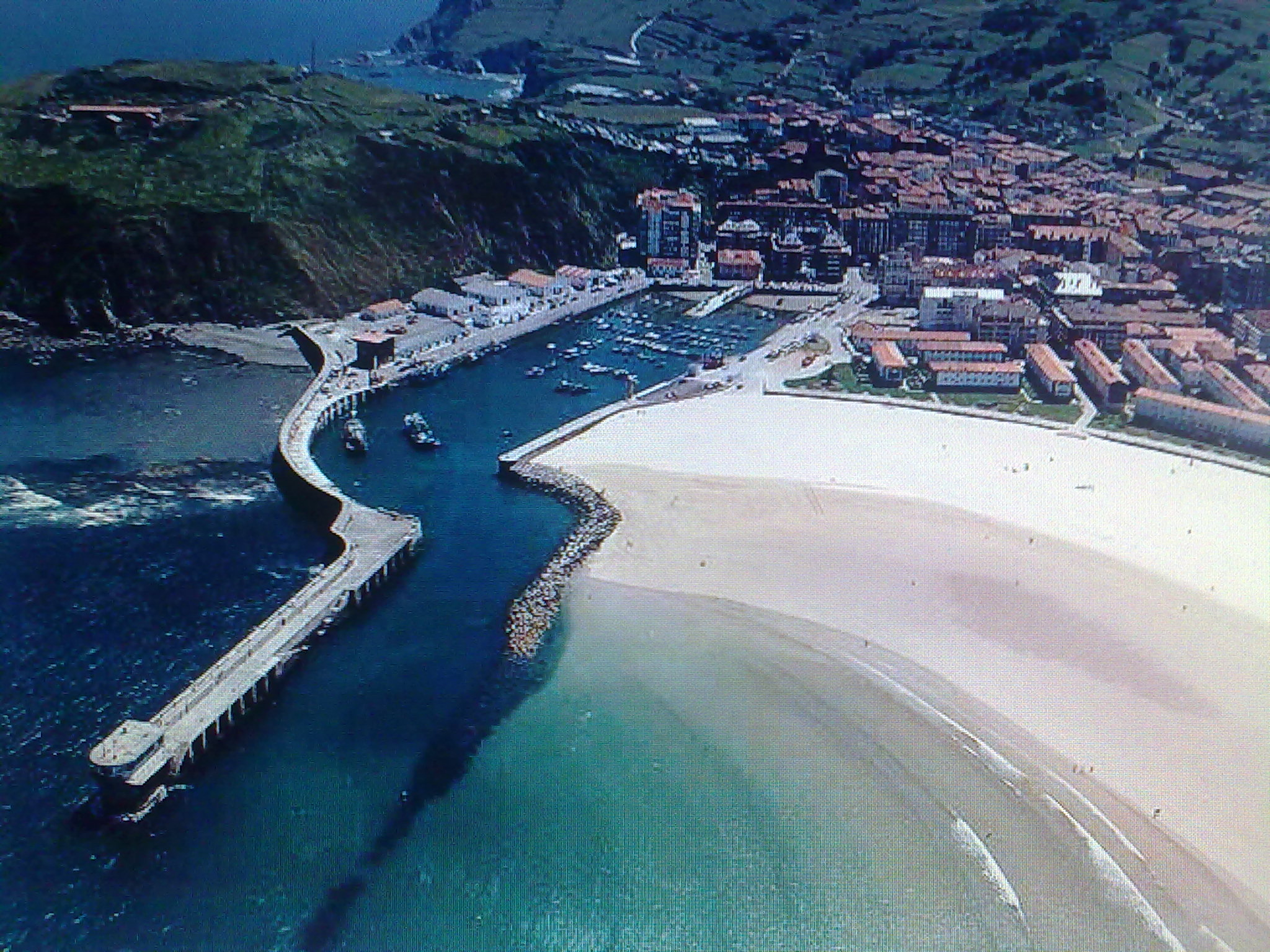
El puerto construido en El Canto ha permanecido en activo entre 1883 y 2006.

Previo inicio de las obras, en diciembre de 1862 se inició la construcción de un túnel a través de la Atalaya para facilitar el acceso al futuro puerto y transportar la piedra de las canteras. Con un pasillo de más de 200 metros de longitud y 4,5 de anchura, fue tallado directamente en la roca según plan del arquitecto Julián Pastor.
La escollera, por fin, se comenzó en 1864, pero los destrozos de los temporales no hacían más que dificultar los trabajos. Así, en febrero de 1865 una fortísima galerna que cubrió durante 6 días los 30 metros construidos del muelle, deshizo toda la obra realizada hasta el momento, convirtiéndola en montones de piedra desperdigados por la ensenada.
En octubre, José Lequerica, ingeniero encargado de las obras, presentó una modificación del proyecto, proponiendo sustituir la escollera por fábrica de sillería hidráulica en los paramentos y mampostería hidráulica en los macizos. Para no perder el trabajo realizado, no obstante, se mantuvieron los 65 metros de escollera ya construidos. Retomadas las obras, en 1867 y 1868 se redactaron sendos presupuestos adicionales a causa del encarecimiento de los trabajos.
En 1869 tuvo lugar la última modificación del proyecto, abriendo una caja en lo que quedaba de escollera hasta el nivel de bajamar para cimentar allí el macizo de sillería y mampostería hidráulicas, habiéndose construido para el verano de 1872 260 metros del muelle. Sin embargo, en enero de 1873 un temporal daña la sección de escollera y, al no ser reparada en los dos años siguientes, nuevos temporales agravaron los daños hasta abrir un boquete de 80 metros, aislando de la costa la parte del muelle construida sobre roca natural. Ello significó el golpe de gracia: las obras del Puerto de la Soledad fueron definitivamente abandonadas, tras cuatro proyectos, varias modificaciones y una inversión de 4,5 millones de reales.

## El puerto en El Canto
En 1877 se propusieron nuevos estudios para la construcción de una dársena en la zona de El Canto, al abrigo de la bahía. En principio costeado por el municipio (se presupuestó en 400 000 pesetas), finalmente el Estado hubo de hacerse cargo de su financiación. Así, muelles y espigones pudieron estar ultimados en la década de 1880, acogiendo una dársena de 200 metros de largo por 90 de ancho. Fue declarado puerto de Interés General de 2.º Orden en septiembre de 1899.
Como se había pronosticado por su situación, el nuevo puerto demandó constantes labores de dragado desde su apertura, complicadas por el hecho de tener que extraer rocas, además de la arena. Problemas arrastrados a lo largo de más de un siglo de existencia.
En 2006 fue clausurado para dar comienzo a las obras de un nuevo puerto pesquero-deportivo que ha sido inaugurado el 26 de marzo de 2011.